# Metodo di Laguerre
Il metodo di Laguerre è un metodo iterativo per trovare le radici reali di un polinomio, introdotto dal matematico francese Edmond Nicolas Laguerre.
La formula per l'iterazione è: 
{\displaystyle x_{k+1}=x_{k}-{\frac {nP(x_{k})}{P'(x_{k})\pm {\sqrt {(n-1)[(n-1)(P'(x_{k}))^{2}-nP(x_{k})P''(x_{k})}}]}}}, 
dove {\displaystyle x_{0}} è il valore iniziale scelto per innescare la procedura iterativa, {\displaystyle P(x)} è il polinomio, {\displaystyle P'(x)} è la sua derivata prima, {\displaystyle P''(x)} è la sua derivata seconda, {\displaystyle n} è il grado del polinomio {\displaystyle P(x)}. Il segno scelto per la radice quadrata deve essere concorde a quello di {\displaystyle P'(x_{k})} quando non nullo, per ottenere il rapporto minore.

Cambiando il valore iniziale di {\displaystyle x_{0}} è possibile ricercare, se esiste, una radice reale diversa.
Esempio:

Sia {\displaystyle P(x)=4x^{4}+3x^{3}-5x^{2}-4x+1}

quindi {\displaystyle P'(x)=16x^{3}+9x^{2}-10x-4}

e {\displaystyle P''(x)=48x^{2}+18x-10}

Per {\displaystyle x_{0}=0}

{\displaystyle x_{1}=0,1975496259559987...}

{\displaystyle x_{2}=0,2055025290836081...}

{\displaystyle x_{3}=0,2055031204717088...}

{\displaystyle x_{4}=0,2055031204717088...}

per {\displaystyle x_{0}=1}

{\displaystyle x_{1}=1,0755226110163770...}

{\displaystyle x_{2}=1,0756019089596258...}

{\displaystyle x_{3}=1,0756019089597004...}

{\displaystyle x_{4}=1,0756019089597004...}

La convergenza del metodo di Laguerre è molto veloce. 